# Drum (película de 2004)
Drum es una película del año 2004.

## Sinopsis
Drum describe la vida de Henry Nxumalo, un periodista investigador que se hizo famoso en los años cincuenta en Sophiatown, un barrio que simboliza la resistencia cultural en Johannesburgo. Trabaja en Drum, una revista negra muy en boga en la época, una auténtica arma mediática. Durante este periodo, surgió y se expresó toda una generación de autores, críticos, músicos y periodistas sudafricanos comprometidos en el ámbito de la resistencia. A pesar del constante hostigamiento de las autoridades, Henry Nxumalo arriesgó su vida denunciando el trato a los negros durante los años del apartheid.

## Premios
- FESPACO 2005
- Zanzíbar 2005